# Allogymnopleurus aeneus
Allogymnopleurus aeneus là một loài bọ cánh cứng trong họ Bọ hung (Scarabaeidae).